# Fernand Franck
Fernand Franck (* 6. května 1934, Esch-sur-Alzette) je lucemburský římskokatolický kněz a emeritní arcibiskup lucemburský. Je rytířem velkokříže Řádu Božího hrobu a od jeho založení v roce 1994 velkopřevorem jeho místodržitelství v Lucembursku.